# Moninho Moniz
Moninho Moniz também denominado por Múnio Muniz (? - 1304) foi um nobre medieval do Reino de Portugal, padroeiro do Mosteiro de Arnóia e alcaide-mor do Castelo de Arnóia, também conhecido como Castelo dos Mouros ou Castelo de Moreira, ergue-se na povoação e freguesia de Arnoia, concelho de Celorico de Basto, distrito de Braga, local onde se encontra a sua lápide sepulcral com a data de 1304 a indicar como sendo o ano de falecimento de Moninho Moniz.

## Relações familiares
Foi filho de Garcia Moniz, senhor do padroado de Travanca e pai de Paio de Carvalho, fidalgo de D. Afonso Henriques, com quem confirmou o Foral da Vila de Seia e na doação da Ermida de São Romão de Seia.